# Jelisaweta Michailowna Schischmarjowa

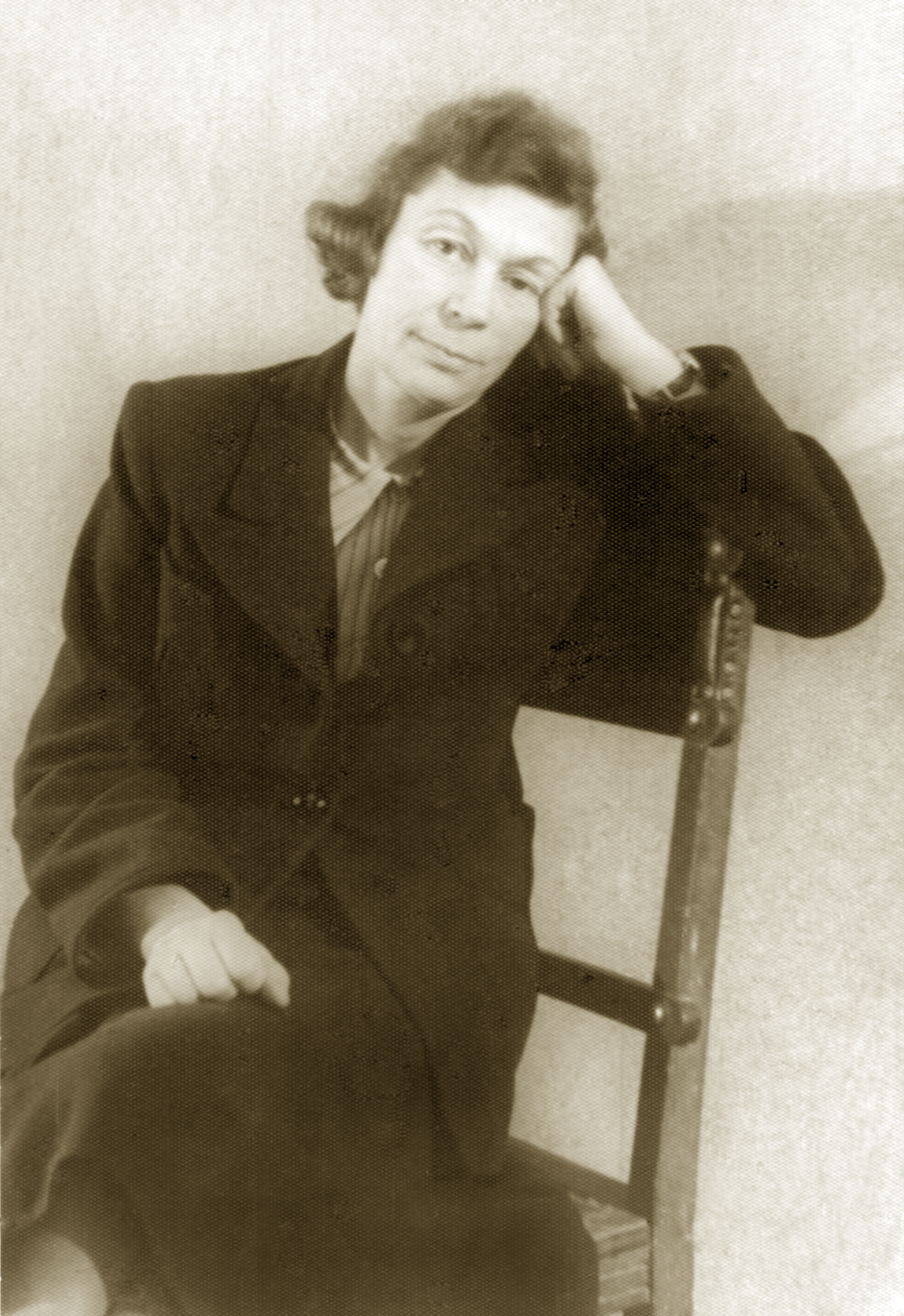
Jelisaweta Michailowna Schischmarjowa

Jelisaweta Michailowna Schischmarjowa (russisch Елизавета Михайловна Шишмарёва; * 16. Januarjul. / 29. Januar 1904greg. in St. Petersburg; † 7. Oktober 1996 in Moskau) war eine russisch-sowjetische Übersetzerin.

## Leben
Schischmarjowas Eltern kamen aus der sozialrevolutionären Bewegung. Ihr adliger Vater Michail Michailowitsch Schischmarjow wurde Flugzeugbauer. Ihre Mutter Selina Arturowna geborene Grünberg (1887–1966) war die Tochter des Geschäftsführers der Fabrik des Unternehmers Alexander Stein in Pleskau. Die Großmutter Marija Andrejewna Schischmarjowa, Tochter des Admirals und Verteidigers Sewastopols Andrei Iwanowitsch Nikonow, war bekannt durch ihre Übersetzungen der Werke Charles Dickens’ und wurde gemäß einem Polizeirundschreiben vom November 1881 mit ihrem Mann, dem Artillerie-Offizier im Ruhestand Michail Dmitrijewitsch Schischmarjow, wegen ihres Aufenthalts auf dem Besitz Alexander Nikolajewitsch Engelhardts im Gouvernement Smolensk heimlich überwacht.
1907 zog die Familie Schischmarjow aus politischen Gründen ins westliche Ausland, so dass Schischmarjowa bereits als Kind die westlichen Sprachen lernte. 1912 kehrte die Familie nach Russland zurück. Nach der Oktoberrevolution studierte Schischmarjowa in Moskau am 1921 gegründeten Brjussow-Institut für Literatur und Kunst und dann an der Universität Leningrad in der Abteilung für Romanistik und Germanistik.
Nach dem Studium kehrte Schischmarjowa nach Moskau zurück und arbeitete in den Redaktionen der Iswestija und verschiedener Zeitschriften. Auch unterrichtete sie Französisch. Ab 1929 übersetzte sie schöne Literatur ins Russische.
Schischmarjowa war mit dem Funktechniker Leonid Lwowitsch Körber verheiratet, der während des Großen Terrors am 1. Mai 1938 verhaftet wurde und dann im 1938 gegründeten gefängnisartigen Zentralen Konstruktionsbüro ZKB-29 des NKWD in Bolschewo bei Koroljow als Mitarbeiter Andrei Nikolajewitsch Tupolews arbeitete (bekannt als Tupolewskaja Scharaga). Schischmarjowa setzte sich sehr für die Freilassung ihres Mannes ein, der dann 1941 freigelassen wurde. In dieser Zeit musste sie ihre Übersetzungen unter fremden Namen veröffentlichen. Im Deutsch-Sowjetischen Krieg arbeitete sie im Sowjetischen Informationsbüro.
1963 wurde Schischmarjowa auf Empfehlung des Schriftstellers Daniil Semjonowitsch Danin, des Literaturkritikers Boris Aronowitsch Pessis und der Übersetzerin Wera Stanewitsch in die Übersetzer-Sektion des Schriftstellerverbands der UdSSR aufgenommen. Sie half jungen Übersetzern und gab Empfehlungen für die Aufnahme in den Schriftstellerverband. Lange leitete sie das Gewerkschaftskomitee des Verlags für Schöne Literatur.
Schischmarjow übersetzte Bücher von Guy de Maupassant, Thomas Mayne Reid, Emile Zola, Charles Dickens, Jules Verne, Georges Sadoul, Robert Merle, Jules Roy, Victor Hugo, Jack London, Louis Aragon, Michel del Castillo u. a. Ihre Übersetzungen wurden vom Verlag für Schöne Literatur und vom Verlag für Kinder- und Jugendliteratur veröffentlicht.
Schischmarjowa war mit vielen bekannten Dissidenten der Literatur bekannt, darunter Wiktor Platonowitsch Nekrassow, Alexander Arkadjewitsch Galitsch und die Familie Solschenizyn.
Schischmarjowa hatte zwei Söhne. Der ältere Sohn Michail Leonidowitsch Körber wurde Chemiker.